# Civic (banda)
Civic é uma banda portuguesa de rock alternativo e nu metal que venceu o concurso de talentos do Rock In Rio de 2004, em Lisboa. Actuou no dia 4 de Junho, abrindo o dia dedicado ao metal desse evento.

## Membros
- ̈ Sérgio Francisco - vocal
- ̈ Francisco Marques - guitarra
- ̈ Pedro (Sheriff) Martinho - baixo
- ̈ Quim - bateria

## Discografia
- ̈ CD Promo - Fear (2003)
- ̈ DVD Civic Live at Rock in Rio (2004)
- ̈ CD Ghosts and Shadows (2005)
- ̈ CD The Awakening (2009)